# Tossal de Cornudella
El Tossal de Cornudella és una muntanya de 626 metres que es troba al municipi de la Baronia de Rialb, a la comarca catalana de la Noguera.